# Antoine Gaubil
Antoine Gaubil, SJ, (* 14. Juli 1689 Gaillac; † 24. Juli 1759 in Peking) war ein französischer Missionar der Jesuiten in China und Wissenschaftshistoriker.

## Leben
Gaubil trat 1704 in den Jesuitenorden ein, die ihn 1722 nach China sandten. Er lebte danach bis zu seinem Tod in Peking. Er leitete als Nachfolger von Dominique Parrenin eine Schule, in der Chinesen Latein lernten, das als Diplomatensprache mit Russland diente. Er galt im 18. Jahrhundert als bester Astronom und Historiker der französischen Jesuiten in China. Gaubil korrespondierte mit französischen Wissenschaftlern wie dem Astronomen Joseph-Nicolas Delisle und veröffentlichte Bücher über chinesische Astronomiegeschichte und Übersetzung chinesischer historischer Quellen in Paris. Darunter waren 1739 die Geschichte Dschingis Khans, das Buch der Urkunden (Chou-king, 1770) und Teile der Annalen der Tang-Dynastie. Er hinterließ viele Manuskripte, die später teilweise ans Pariser Observatorium und Marinedepot und teilweise an das Britische Museum gelangten und im 19. Jahrhundert zum Teil veröffentlicht wurden.
1739 wurde er Ehrenmitglied der Russischen Akademie der Wissenschaften in Sankt Petersburg. Er war korrespondierendes Mitglied der Académie des sciences in Paris.
Sein chinesischer Name war Song Junrong 宋君榮.

## Schriften

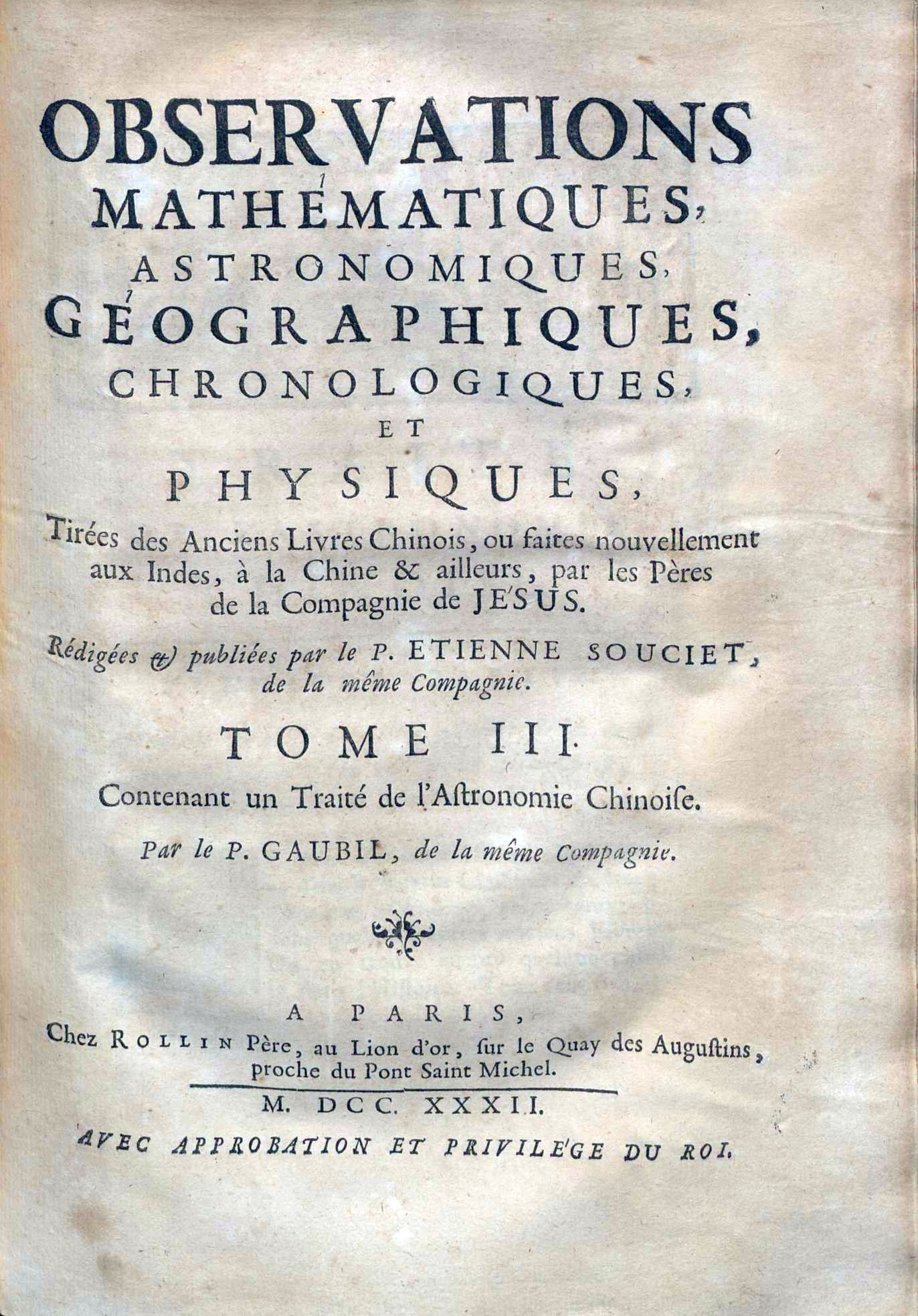
Traité de l'astronomie chinoise, 1732

- Traité de l’Astronomie Chinoise, in Étienne Souciet (Herausgeber): Observations mathématiques, Paris, 1729–1732
- Traité de la Chronologie Chinoise, Paris, 1814
- Renée Simon (Herausgeber): Le P. Antoine Gaubil S.J. Correspondance de Pékin, 1722–1759, 1970 (mit Biographie von Joseph Dehergne, SJ)